# Râul Feneș, Covasna
Râul Feneș este un curs de apă, afluent al râului Valea Mare. 